# Żegnaj, Odynie
Żegnaj, Odynie (jap. オーディンの舟葬 Odin no shūsō) – manga autorstwa Chihiro Yoshioki, publikowana na łamach magazynu „Gekkan Comic Zenon” wydawnictwa Coamix od czerwca 2023 do października 2024.

## Publikacja serii
Manga była publikowana w magazynie „Gekkan Comic Zenon” wydawnictwa Coamix od 23 czerwca 2023 do 25 października 2024. Jej rozdziały zostały zebrane w 3 tankōbonach, wydawanych od 20 listopada 2023 do 20 grudnia 2024.
W Polsce prawa do dystrybucji serii nabyło wydawnictwo Waneko.
| Nr | Język japoński    | Język japoński         | Język polski      | Język polski           |
| Nr | Data wydania      | ISBN                   | Data wydania      | ISBN                   |
| -- | ----------------- | ---------------------- | ----------------- | ---------------------- |
| 1  | 20 listopada 2023 | ISBN 978-4-86-720584-6 | 1 sierpnia 2025   | ISBN 978-83-8389-164-4 |
| 2  | 20 maja 2024      | ISBN 978-4-86-720643-0 | 17 września 2025  |                        |
| 3  | 20 grudnia 2024   | ISBN 978-4-86-720718-5 | 17 listopada 2025 |                        |

## Odbiór
Seria została polecona przez autora mangi Saga winlandzka, Makoto Yukimurę, którego komentarz pojawił się na obi pierwszego tomu.